# Tristia
Tristia (z łac. Żale) – zbiór elegii autorstwa Owidiusza napisanych podczas wygnania do Tomi, składający się z poetyckich listów skierowanych do żony, przyjaciół i cesarza, pisanych dystychem elegijnym. Pierwsza księga powstała zimą, na przełomie 8 i 9 roku n.e., jeszcze podczas podróży. Następna księga, adresowana do Augusta została napisana w roku 9, trzecia w latach 9–10, czwarta w latach 10–11, a ostatnia w latach 11–12. Adresaci listów są w większości anonimowi (w przeciwieństwie do adresatów kolejnego cyklu wygnańczych elegii - Listów znad Morza Czarnego). Sześć elegii skierowanych jest do żony poety.